# World Games 2017/Teilnehmer (Elfenbeinküste)
| Gelbes Symbol für Goldmedaillen mit stilisierten Olympischen Ringen | Graues Symbol für Silbermedaillen mit stilisierten Olympischen Ringen | Braundes Symbol für Bronzemedaillen mit stilisierten Olympischen Ringen |
| ------------------------------------------------------------------- | --------------------------------------------------------------------- | ----------------------------------------------------------------------- |
| —                                                                   | —                                                                     | —                                                                       |

Die Elfenbeinküste nahm in Breslau an den World Games 2017 teil. Die Elfenbeinküste nominierte mit Djet Djatchi nur einen Sportler und stellte, neben 14 weiteren Nationen, damit eine der kleinsten Delegationen bei den Spielen. Jedoch trat dieser nominierte Athlet nicht an.

## Teilnehmer nach Sportarten

### Jiu Jitsu
| Männer       |                |                  |                  |                  |                  |                  |                  |                  |                  |                  |                  |                  |                  |                  |
| Djet Djatchi | 94 kg Fighting | nicht angetreten | nicht angetreten | nicht angetreten | nicht angetreten | nicht angetreten | nicht angetreten | nicht angetreten | nicht angetreten | nicht angetreten | nicht angetreten | nicht angetreten | nicht angetreten | nicht angetreten |